# Год пяти императоров
Год пяти императоров — период, когда в Древнем Риме сменилось 5 императоров (193 год).

## Убийство Коммода
Римский император Коммод был очень своеобразным правителем; участвовал в гладиаторских боях. Зачастую он вообще не занимался государственными делами и погружался в себя. Это вызывало недовольство многих, и 31 декабря 192 года к нему на пир по случаю вступления в должность консула забрались заговорщики, подсыпав императору в пищу яд. Так как ожидаемого действия яд не нанёс, то Коммод был задушен позже, атлетом Нарциссом, с которым император занимался борьбой.

## Правление Пертинакса
После гибели Коммода императором был провозглашён один из участников заговора — Пертинакс. Он был первым императором из вольноотпущенников. Несмотря на возраст, а ему было за 60 лет, Пертинакс был энергичен. Земледельцам он разрешил занимать столько земли, сколько они смогут обработать. Император отменил все пошлины и подати, созданные при тирании для получения больших средств и установил свободные порядки. Однако реформы не нравились военным, которых, как они считали, урезали в правах. Пиком недовольства стала казнь нескольких офицеров, готовивших покушение на императора. В марте 193 года Пертинакс, после 80-дневного правления, был убит легионерами.

## Воцарение Юлиана
Легионеры решили избрать императором того, кто заплатит им больше. Находившийся во дворце тесть Пертинакса — Сульпициан предложил каждому солдату по 20000 сестерциев. Известие о выборах императора услышал сенатор Дидий Юлиан, и решил испытать судьбу, предложив солдатам по 25000 сестерциев. Эта цена не была перекрыта, и таким образом престол был впервые куплен за деньги. Во время правления Юлиан не отметился ничем особенным. Из-за того, что он не смог расплатиться с легионерами, на 66-й день правления он был арестован в собственном дворце. Император предложил каждому по 30000 сестерциев, но был убит.

## Гражданская война
Уже при правлении Юлиана императором себя провозгласил Септимий Север. Однако на востоке против него выступил Песценний Нигер. Своё прозвище он получил от своего соперника Клодия Альбина. Нигер имел сильную поддержку в Сирии и Египте, но был разгромлен и был убит при попытке побега в Парфию. Этим воспользовался Клодий Альбин, первоначально выступая в союзе с Севером, предал его и в 196 году при поддержке британских легионов был провозглашён Августом и в феврале 197 года в битве с Севером был разгромлен и убит. После этого порядок в империи был восстановлен.

## Галерея
- Коммод
- Пертинакс
- Дидий Юлиан
- Септимий Север
- Песценний Нигер
- Клодий Альбин